# Старі Шалти
Старі Шалти́ (рос. Старые Шалты) — село у складі Абдулинського міського округу Оренбурзької області, Росія.

## Населення
Населення — 562 особи (2010; 740 у 2002).
Національний склад (станом на 2002 рік):
- татари — 100 %